# Acanthodactylus
Acanthodactylus, del griego clasico ἄκανθος (ákanthos), "espina", y δάκτυλος (dáktulos), "dedo", es un género de lagartijas de la familia Lacertidae distribuidas por la península ibérica, el norte de África y el este y sur de Asia.

## Especies
Se reconocen las siguientes:
- Acanthodactylus aegyptius Baha El Din, 2007
- Acanthodactylus ahmaddisii Werner, 2004
- Acanthodactylus arabicus Boulenger, 1918
- Acanthodactylus aureus Günther, 1903
- Acanthodactylus bedriagai Lataste, 1881
- Acanthodactylus beershebensis Moravec, El Din, Seligmann, Sivan & Werner, 1999
- Acanthodactylus blanci Doumergue, 1901
- Acanthodactylus blanfordii Boulenger, 1918
- Acanthodactylus boskianus (Daudin, 1802)
- Acanthodactylus boueti Chabanaud, 1917
- Acanthodactylus busacki Salvador, 1982
- Acanthodactylus cantoris Günther, 1864
- Acanthodactylus dumerilii (Milne-Edwards, 1829)
- Acanthodactylus erythrurus (Schinz, 1833)
- Acanthodactylus felicis Arnold, 1980
- Acanthodactylus gongrorhynchatus Leviton & Anderson, 1967
- Acanthodactylus grandis Boulenger, 1909
- Acanthodactylus guineensis (Boulenger, 1887)
- Acanthodactylus haasi Leviton & Anderson, 1967
- Acanthodactylus hardyi Haas, 1957
- Acanthodactylus harranensis Baran, Kumlutas, Lanza, Sindaco, Avci & Crucitti, 2005
- Acanthodactylus ilgazi Kurnaz & Şahin, 2021
- Acanthodactylus khamirensis[2] Heidari, Pouyani, Rastegar-Pouyani & Rajabizadeh, 2013
- Acanthodactylus lineomaculatus Duméril & Bibron, 1839
- Acanthodactylus longipes Boulenger, 1918
- Acanthodactylus maculatus (Gray, 1838)
- Acanthodactylus masirae Arnold, 1980
- Acanthodactylus micropholis Blanford, 1874
- Acanthodactylus nilsoni Rastegar-Pouyani, 1998
- Acanthodactylus opheodurus Arnold, 1980
- Acanthodactylus orientalis Angel, 1936
- Acanthodactylus pardalis (Lichtenstein, 1823)
- Acanthodactylus robustus Werner, 1929
- Acanthodactylus savignyi (Audouin, 1809)
- Acanthodactylus schmidti Haas, 1957
- Acanthodactylus schreiberi Boulenger, 1878
- Acanthodactylus scutellatus (Audouin, 1827)
- Acanthodactylus senegalensis Chabanaud, 1918
- Acanthodactylus spinicauda Doumergue, 1901
- Acanthodactylus taghitensis Geniez & Foucart, 1995
- Acanthodactylus tilburyi Arnold, 1986
- Acanthodactylus tristrami (Günther, 1864)
- Acanthodactylus yemenicus Salvador, 1982